# ريميجيو دي جيرولامي
ريميجيو دي جيرولامي (بالإنجليزية: Remigio dei Girolami)‏ (1235-1319) كان لاهوتيًا دومينيكيًا إيطاليًا. وكان تلميذًا مبكرًا لتوما الاكويني.